# ديفيد أوبوا
ديفيد أوبوا (بالإنجليزية: David Obua)‏ (مواليد 10 أبريل 1984 في كمبالا) لاعب كرة قدم أوغندي دولي يجيد اللعب في خط الوسط . يلعب لصالح نادي هارتز أوف ميدلوثيان الاسكتلندي .

## روابط خارجية
- ديفيد أوبوا على موقع الاتحاد الدولي (مؤرشف)  (الإنجليزية)
- ديفيد أوبوا على موقع قاعدة بيانات كرة القدم.إي يو (الإنجليزية)
- ديفيد أوبوا على موقع ناشيونال فوتبول تيمز (الإنجليزية)
- ديفيد أوبوا على موقع Soccerway.com (الإنجليزية)
- ديفيد أوبوا على موقع عالم كرة القدم.نت (الإنجليزية)
- ديفيد أوبوا على موقع كووورة